# 星族

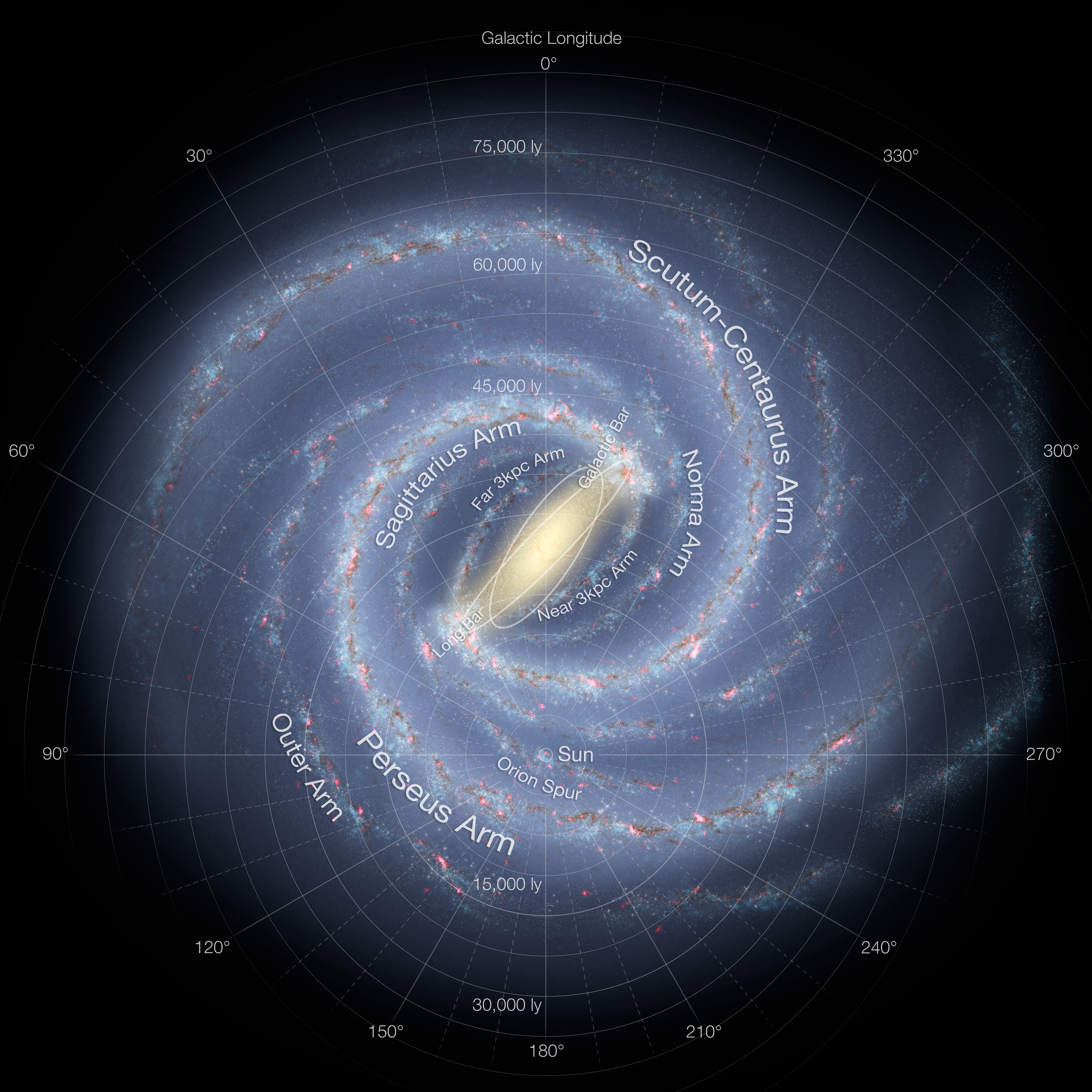
藝術家對銀河系螺旋結構的構想顯示了巴德的一般星族類別。旋臂中的「藍色」區域由較年輕的I族恆星組成，而中心凸起中的「黃色」恆星是較年長的II族恆星。事實上，許多第一類恆星也被發現與較老的第二類恆星混合在一起。

星族是沃爾特·巴德在1944年對銀河系內的恆星群創建的分類。在巴德文章的摘要中，他認識到揚·歐特在1926年就已經設想過這種類型的分類。
巴德觀察到，較藍的恆星與旋臂强烈相關，黃色恆星在中心星系核球附近和在球狀星團內占主導地位。兩個主要的劃分被定義為星族I和星族II；1978年新增了另一個新的假設劃分，稱為星族III 。
在星族類型中，發現它們各自觀測到的恆星光譜存在顯著差異。這些後來被證明是非常重要的，可能與恆星的形成有關，觀察到運動學恆星年齡，甚至螺旋和橢圓星系中的星系演化。這三個簡單的星族類別根據它們的化學成分或金屬量對恆星進行了有效的劃分。
根據定義，每個星族都顯示出金屬含量下降，表明恆星年齡增加的趨勢。因此，宇宙中最早的恆星（金屬含量很低）被認為是星族III，老恆星（金屬豐度低）被視為星族II，最近的恆星（高金屬豐度）被視是星族I。太陽被認為是星族I，是一顆較新的恆星，金屬豐度相對較高，為1.4%。請注意，天體物理學命名法認為任何比氦重的元素都是金屬，包括化學的非金屬，如氧。

## 恆星發展
對恆星光譜的觀測表明，與太陽相比，比太陽年齡大的恆星含有更少的重元素。這立即表明，金屬量是通過恆星核合成的過程通過恆星的世代演化而來的。

### 第一批恆星的形成
根據現時的宇宙學模型，大爆炸中產生的所有物質大多是氫（75%）和氦（25%），只有極少數的其它輕元素組成，如鋰和鈹。當宇宙充分冷卻後，第一批恆星以沒有任何金屬污染的星族III的形式誕生。據推測，這影響了它們的結構，使它們的恆星質量成為太陽質量的數百倍。相對的，這些大質量恆星也演化得非常快，它們的核合成過程創造了前26種元素（在週期表中高達鐵）。
許多恆星模型理論表明，大多數高質量III族恆星都會迅速耗盡燃料，很可能在能量極高的不穩定狀態中爆炸。這些爆炸會徹底分散它們的物質，將金屬噴射到星際介質（ISM）中，並融入到下一代恆星中。它們的毀滅表明，在銀河系中應該觀測不到高質量的III族恆星。然而，因為高紅移星系的光起源於宇宙早期的歷史，一些III族恆星可能出現在高紅移星系中。科學家們在銀河系旋臂的聯星系統中發現了一顆金屬量相較於太陽極其小的超貧金屬恆星的證據。這一發現開啟了觀測更古老恆星的可能性。
恆星質量太大，無法產生成對不穩定的超新星，很可能會通過一個被稱為光致蛻變的過程坍塌成黑洞。在這個過程中，一些物質可能以相對論性噴流的形式逃逸，這可能將第一批金屬散佈到宇宙中

### 觀測到的恆星形成
迄今為止觀測到的最古老的恆星，被歸類為星族II的星族，具有非常低的金屬量；隨著下一代恆星的誕生，它們變得更加富含金屬，因為它們形成的氣體星雲接受了前幾代恆星從星族III製造的富含金屬的宇宙塵埃。
當這些星族II的恆星死亡時，它們通過行星狀星雲和超新星將富含金屬的物質返回星際介質，進一步富集星雲，而新恆星又由這些星雲形成。這些最年輕的恆星，包括太陽，因此具有最高的金屬含量，被稱為星族I恆星。

## 巴德的化學分類

### 第一星族星

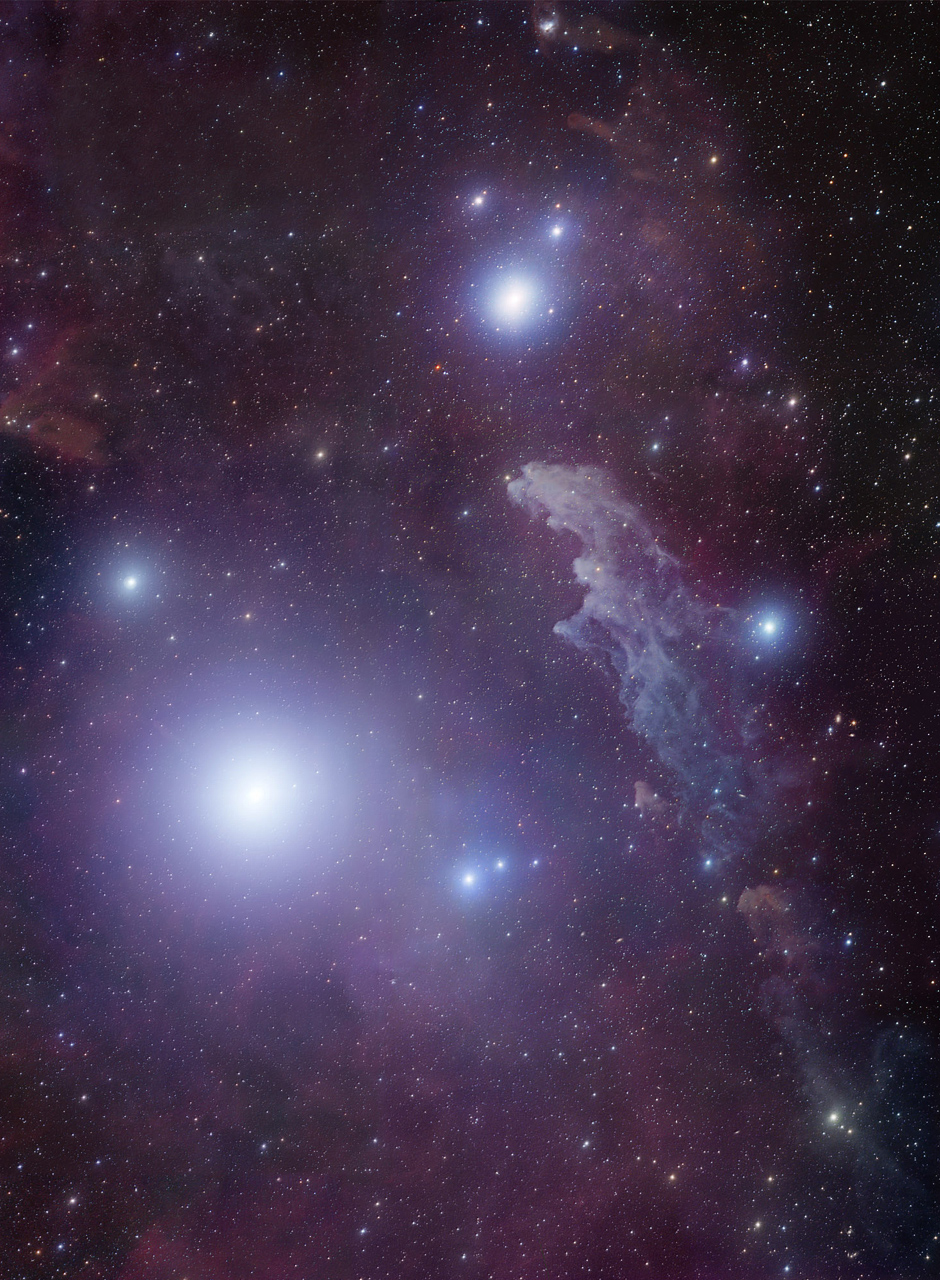
第一星族星參宿七和反射星雲IC 2118。

第一星族星（亦稱星族Ⅰ星）包含相當數量比氦重的元素（天文學中統稱為「金屬」）。這些重元素的來源是上一代恆星經由超新星爆炸，或來自行星狀星雲物質擴散的過程散佈出來的。
星族I，或稱富金屬恆星，是三個星族中金屬豐度最高的年輕恆星，更常見於像銀河系這種星系的旋臂。太陽是富含金屬恆星的一個例子，被認為是一顆星族I中間的恆星，而類似太陽的天壇座μ則富含金屬。
星族I的恆星通常具有繞著銀河中心的規則橢圓軌道，並且有著較低的相對速度。早期有人假設，星族I的高金屬内容使它們比其他兩類恆星更有可能擁有行星系，因為行星，特別是類地行星，被認為是由金屬的吸積形成的。然而，從克卜勒太空望遠鏡觀測的數據發現，在具有一定金屬量的恆星周圍有較小的行星，而只有較大的、潜在的氣態巨行星集中在金屬量相對較高的恆星周圍：這一發現對氣態巨行星形成的理論有所啟發。介於星族I和星族II之間的是中間星盤族。

### 第二星族星

銀河系剖面示意圖。 第二星族星出現在銀河系的核球和球狀星團內。

第二星族星（星族II），或稱貧金屬星，是指那些比氦重的元素相對較少的恆星。這些天體形成於宇宙早期。在銀河系中心附近的核球中，中間的星族II恆星很常見，而在星系暈中發現的星族II恆星更古老，因此更缺乏金屬
第二星族星的一個特徵是，儘管它們的總體金屬量較低，但與第一類恒星相比，它們的“α過程元素”（由氦核作用產生的元素，如氧和氖）相對於鐵（Fe）的比例往往更高；現時的理論認為，這是II型超新星在形成時對星際介質有更重要貢獻的結果，而Ia型超新星金屬富集發生在宇宙發展的後期。
科學家們在幾次不同的調查中瞄準了這些最古老的恒星，包括Timothy C.Beers等人的HK物鏡稜鏡巡天，和和漢堡-ESO對諾伯特·克裏斯特利布等等的巡天，而最初是起源於微弱的類星體。到目前為止，他們已經發現並詳細研究了大約十顆超貧金屬星（UMP）（如斯涅登星、凱雷爾星、 BD +17° 3248）和迄今為止已知的三顆最古老的恒星：HE 0107-5240、HE 1327-2326和HE 1523-0901。卡福星是在2012年使用史隆數位巡天數據發現的，它被確定為迄今為止金屬含量最低的超貧金屬星。然而，2014年2月，在SkyMapper天文量測數據的幫助下，宣佈發現了一顆金屬豐度更低的恒星，SMSS J031300.36-670839.3。HD 122563（一顆紅巨星）和HD 140283（一顆次巨星）在金屬貧乏方面不那麼極端，但更接近、更明亮，因此更為人所知。
第二星族星的年齡比第一星族星大了許多，但是卻被分配了關係相反的數字來區分，這是歷史上遺留下來的原因，因為在第一次對恆星做巡天的探測時，那時並不明瞭某一類恆星的金屬含量會比另一類恆星多的原因。

### 第三星族星

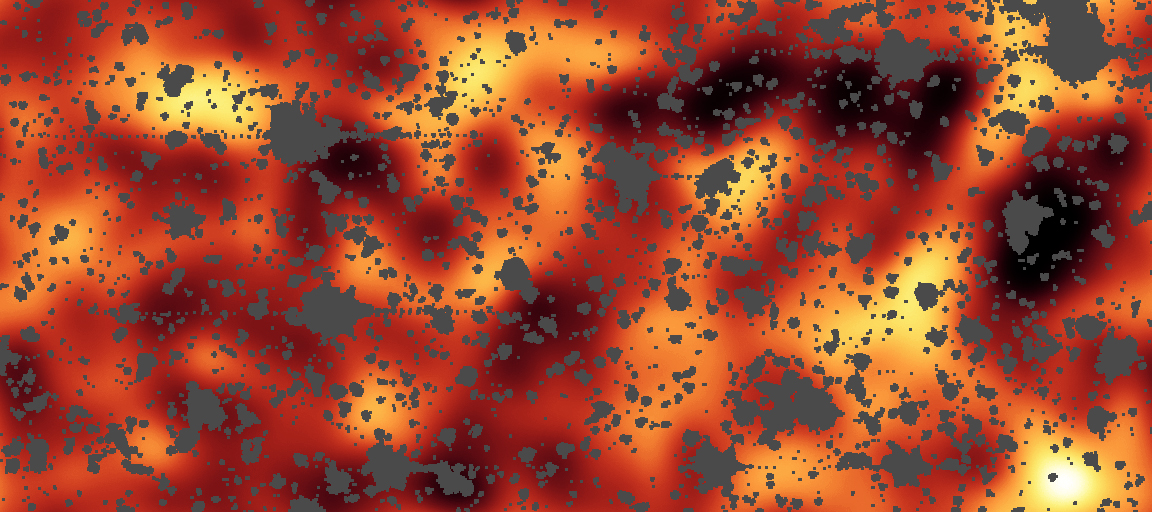
美國國家航空暨太空總署的史匹哲太空望遠鏡拍攝到可能是星族III恆星發出的輝光。

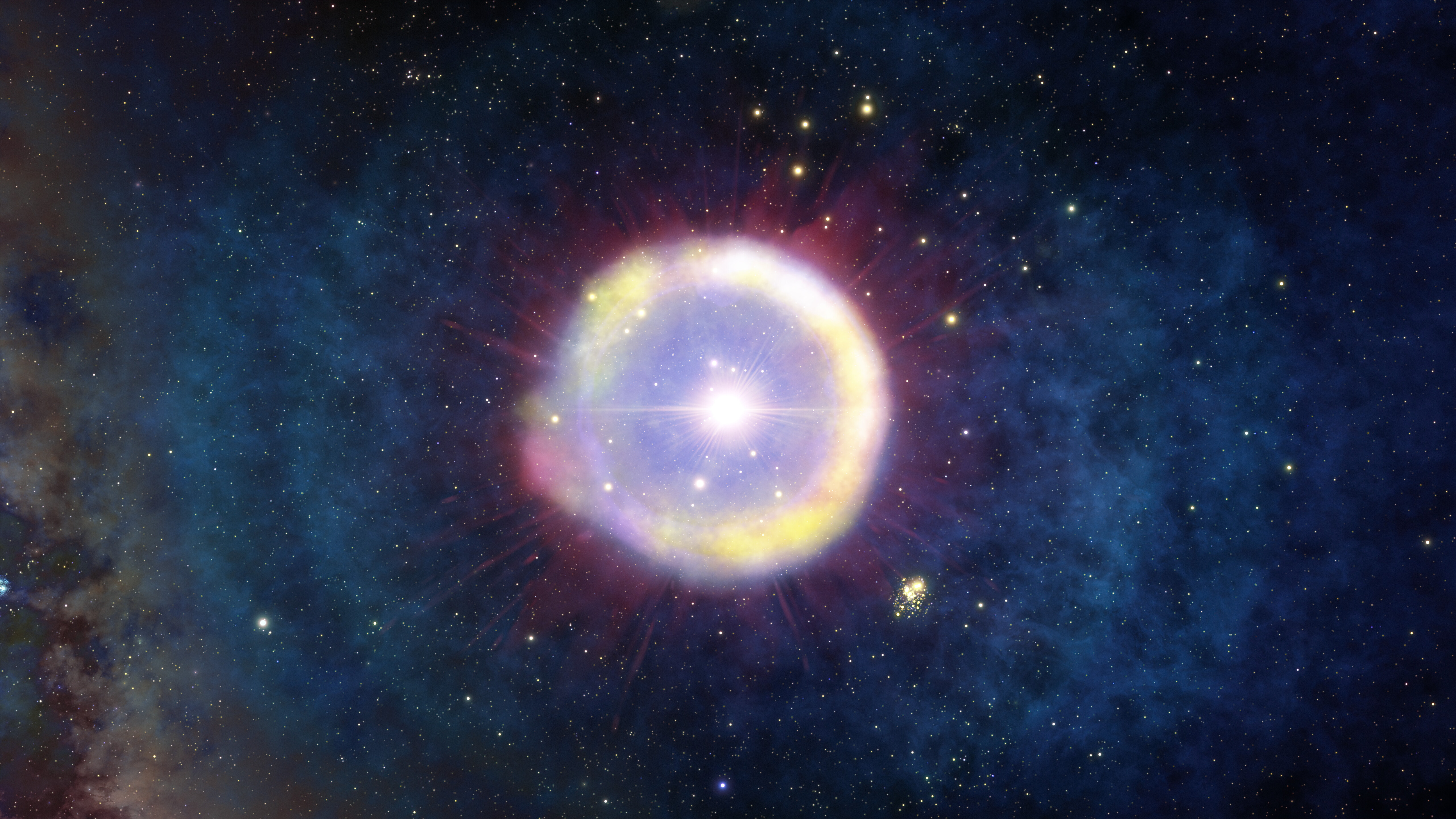
藝術家概念下的印象顯示了一個第三星族星（星族III）恆星的區域。因為它們在宇宙大爆炸後僅僅1億年就出現了

第三星族星（星族III）是一類假設的大質量、明亮和熾熱的恆星群體，可能除了附近其它早期星族III超新星的噴出物混合之外，幾乎沒有「金屬」的恆星。
星族III這個詞最早是由Neville J.Woolf在1965年提出的。 這類恆星很可能存在於非常早期的宇宙中（即高紅移），並可能開始產生比氫更重的化學元素，這是我們所知的行星和生命後期形成所需的。
第三星族星的存在是從物理宇宙學推斷出來的，但它們還沒有被直接觀測到。在宇宙中一個非常遙遠的引力透鏡星系中發現了它們存在的間接證據。它們的存在可能解釋了這樣一個事實，即在類星體的發射光譜中觀察到了重元素，而這些元素原本不可能在大爆炸中產生。它們也被認為是暗藍星系的組成部分。這些恆星很可能引發了宇宙的再電離時期，這是構成大部分星際介質的氫氣的主要相變。對星系UDFy-38135539的觀測表明，它可能在這一再電離過程中發揮了作用。歐洲南方天文台在宇宙大爆炸後約8億年的再電離時期，在非常明亮的星系宇宙紅移7中，在「z」=6.60發現了一個明亮的早期星族恆星礦穴。星系的其它部分有一些後來更紅的星族II恆星。一些理論認為星族III有兩代恆星。

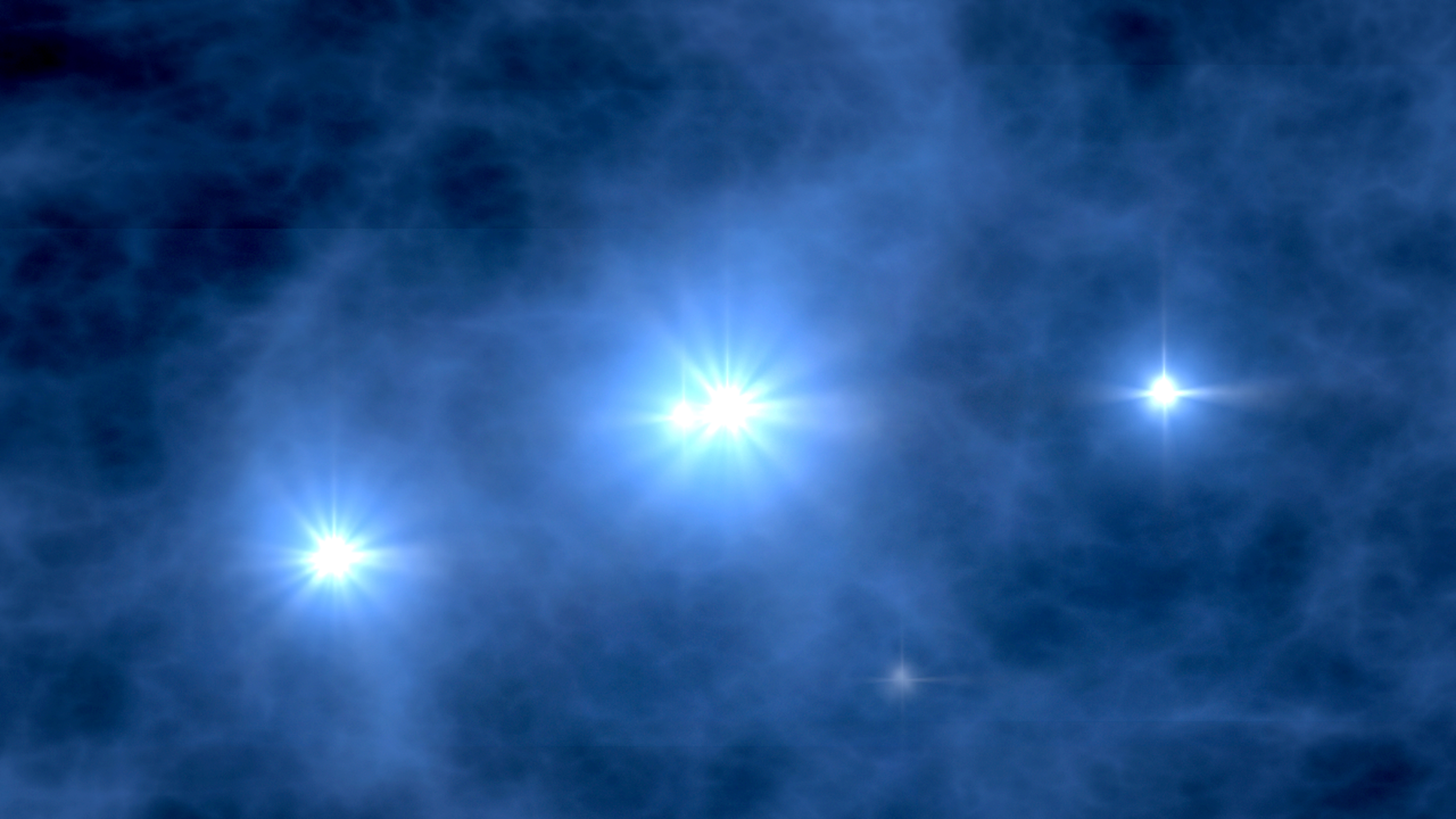
藝術家對宇宙大爆炸後的4億年，第一批恆星的印象。

現時的理論對第一批恆星的質量是否很大存在分歧。一種可能性是，這些恆星比現時的恆星大得多：幾百顆太陽質量，可能高達1,000個太陽質量。這樣的恆星壽命很短，只有200-500萬年。如此大的恆星可能是由於缺乏重元素，和大爆炸後的星際介質溫度仍然高得多。相反的，2009年和2011年提出的理論表明，第一批恆星群可能由一顆大質量恆星組成，周圍環繞著幾顆較小的恆星。較小的恆星，如果留在出生星團中，會積累更多的氣體，無法存活到今天，但2017年的一項研究得出結論，如果一顆0.8太陽質量（M☉）或更小的恆星，在積累更多質量之前從其出生星團中噴出，它可以存活到現在，甚至可能在我們的銀河系中。
對HE 0107-5240等極低金屬量第二星族星的資料分析表明，這些無金屬恒星的質量為20~130太陽質量，這些恒星被認為含有第三星族星產生的金屬。另一方面，對與橢圓星系相關的球狀星團的分析表明，不穩定對超新星，通常與大質量恒星相關，是其金屬量組成的原因。這也解釋了儘管已經為較小的星族III恒星構建了模型，為什麼沒有觀測到零金屬量的低質量恒星。含有零金屬量的紅矮星或棕矮星星團（可能由不穩定對超新星產生）已經被提議為暗物質候選者，但是通過引力微透鏡對這些類型的MACHO的蒐索產生了負面結果。
第二星族星被認為是早期宇宙中黑洞的種子，但與直接坍塌黑洞等高質量黑洞種子不同，它們會產生低質量的恒星，如果它們能生長到比預期質量更大的質量，那麼它們可能是類星，在氫和氦被較重元素污染之前，大質量黑洞的其它假設種子可能存在於宇宙早期發展階段。
探測第三星族星（星族III）是美國國家航空暨太空總署詹姆斯·韋伯太空望遠鏡的一個目標。新的光譜調查，如SEGUE或SDSS-II，也可能定位在找出星族III恒星。
2022年12月8日，天文學家報告可能探測到第三星族星。

## 註解
1. ↑  有人提出，最近的超新星SN 2006gy和SN 2007bi可能是不穩定對超新星，在那裡這些超大質量III族恆星發生了爆炸。Clark（2010）推測，這些恆星可能是最近在矮星系中形成的，因為它們主要包含原始的、無金屬的星際物質。這些小星系中過去的超新星可能以足够高的速度噴出富含金屬的物質，使其逃離星系，從而使小星系的金屬含量保持在非常低的水準[15]。

## 進階讀物
- Gibson, B. K.;  et al.  (PDF). Publications of the Astronomical Society of Australia. 2013  [17 April 2018]. （原始内容 (PDF)存档于2021-01-20）.
- Ferris, Timothy. . William Morrow & Co. 1988: 512. ISBN 978-0-688-05889-0.
- Kippenhahn, Rudolf. . Princeton University Press. 1993. ISBN 978-0-691-08781-8 –Google Books.